# Музей Басры
Музей Басры (араб. متحف البصرة الحضاري‎) — музей в иракском городе Басра, расположенный в бывшем дворце Саддама Хусейна. В коллекции представлены образцы месопотамской, вавилонской и персидской цивилизаций, а также с историей самого города. Музей Басры открыл свои двери для публики в марте 2019 года. Директором музея древностей и наследия Басры является Кахтан аль-Абид, который руководил проектом с самого начала при содействии Государственного совета по древностям и наследию и Министерства культуры, а также при поддержке британской организации «Друзья музея Басры».

## История

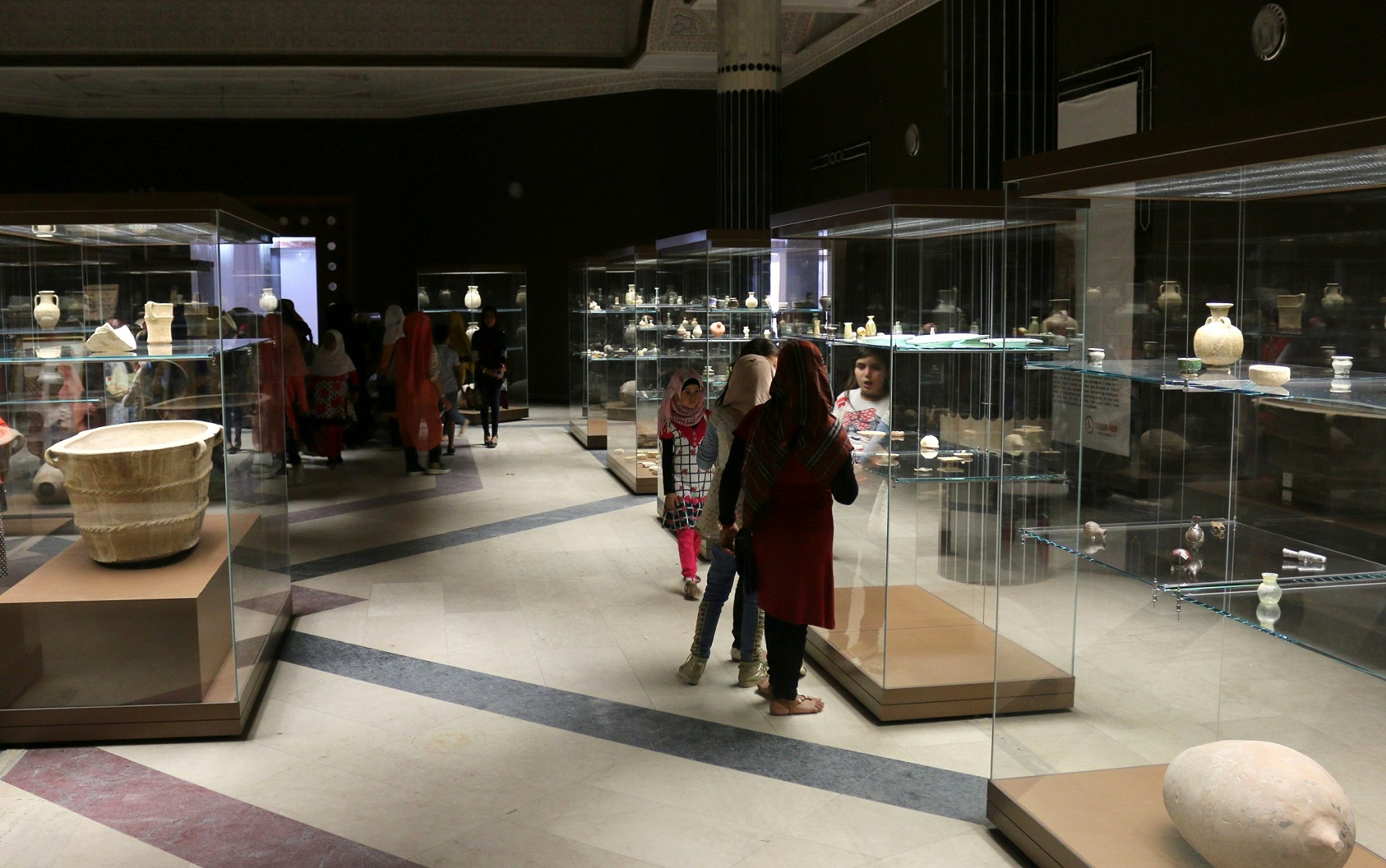
Внутри музея в 2017 году

Музей был закрыт в 1991 году, когда оказался в числе девяти музеев, разграбленных толпами противников Саддама Хусейна в конце войны в Персидском заливе.
После вторжения США и их союзников в 2003 году территория дворца была занята британской армией. В 2008 году иракская армия и национальная полиция, а также армия США заняли этот район и использовали его в качестве оперативной базы, а также провели многочисленные боевые операции, чтобы разгромить «Армию Махди» и восстановить мир и порядок в Басре.
Музей Басры открыл первую галерею в сентябре 2016 года. Организация «Друзья музея Басры» собрала средства на создание первой галереи благодаря щедрым корпоративным и частным пожертвованиям. В декабре 2016 года «Друзья музея Басры» получили грант Фонда защиты культурного наследия Великобритании, которым управляет Британский совет в партнерстве с Департаментом цифровых технологий, культуры, СМИ и спорта, для завершения строительства нового музея Басры. Британский музей, базирующийся в Лондоне, также был одной из западных организаций, поддержавших начало проекта восстановления музея Басры в 2010 году.
Музей официально открыл двери для публики в марте 2019 года с тремя новыми галереями: Вавилонской, Шумерской и Ассирийской. Благодаря взаимодействию Музея Ирака и Музея Басры тысячи артефактов, датируемых 6000 годом до н. э., снова выставлены в южной провинции. К ним относятся артефакты из оригинального музея, разграбленного в 1991 году, которые сейчас выставлены в галерее Басры. Теперь во всех четырех галереях музея имеются надписи на английском и арабском языках, над которыми работал Кахтан Алабид и другие при содействии «Друзей музея Басры» и Британского института по изучению Ирака для надписей на английском языке.